# Беньямін Шешко
Беньямін Шешко (словен. Benjamin Šeško, нар. 31 травня 2003, Радече, Словенія) — словенський футболіст, нападник клубу «Манчестер Юнайтед» та національної збірної Словенії.

## Клубна кар'єра
Беньямін Шешко народився у містечку Радече. Починав грати у футбол у місцевому клубі з нижчих дивізіонів. Пізніше Шешко проходив вишкіл у молодіжних командах словенського чемпіонату «Кршко» та «Домжале». Своєю результатвиною грою нападник привернув увагу скаутів австрійського клубу «Ред Булл» і в червні 2019 року форвард підписав з клубом трирічний контракт. І одразу був відправлений в оренду у клуб Першої ліги «Ліферінг». У сезоні 2020/21 Беньямін Шешко відзначився 21-м забитим голом і став кращим бомбардиром турніру Першої ліги.
Взимку форвард повернувся до складу «Ред Булл» і 30 січня 2021 року відбувся його дебют у першій команді "биків".
Влітку 2022 року Беньямін Шешко підписав з «РБ Лейпциг» контракт. Після ще одного року в «Ред Буллі» словенець приєднався до німецької команди.

## Збірна
Завдяки своїй матері Беньямін Шешко має боснійське коріння. Але футболіст обрав збірну Словенії і з 2018 року виступав у складі юнацьких збірних цієї країни.
1 червня 2021 року у товариському матчі проти команди Північної Македонії Беньямін Шешко дебютував у національній збірній Словенії. На момент гри футболісту виповнилось 18 років і 1 день і таким чином Шешко став наймолодшим дебютантом в історії збірної Словенії. 8 жовтня 2021 року у матчі відбору до чемпіонату світу 2022 року проти збірної Мальти Беньямін Шешко забив перший гол у складі збірної і у віці 18 років 4 місяців і 8 днів став наймолодшим автором гола у складі збірної Словенії.

## Статистика виступів

### Статистика виступів за збірну
Станом на 19 червня 2023 року
| Дата       | Місто       | Господарі          | Результат | Гості      | Турнір                               | Голи | Примітки |
| ---------- | ----------- | ------------------ | --------- | ---------- | ------------------------------------ | ---- | -------- |
| 1-6-2021   | Скоп'є      | Північна Македонія | 1 – 1     | Словенія   | товариський матч                     | -    | 61'      |
| 4-6-2021   | Копер       | Словенія           | 6 – 0     | Гібралтар  | товариський матч                     | -    | 46'      |
| 1-9-2021   | Любляна     | Словенія           | 1 – 1     | Словаччина | Відбір до ЧС 2022                    | -    | 83'      |
| 4-9-2021   | Любляна     | Словенія           | 1 – 0     | Мальта     | Відбір до ЧС 2022                    | -    | 70'      |
| 7-9-2021   | Спліт       | Хорватія           | 3 – 0     | Словенія   | Відбір до ЧС 2022                    | -    | 65'      |
| 8-10-2021  | Мдіна       | Мальта             | 0 – 4     | Словенія   | Відбір до ЧС 2022                    | 1    | 61'      |
| 11-10-2021 | Марибор     | Словенія           | 1 – 2     | Росія      | Відбір до ЧС 2022                    | -    | 53'      |
| 26-3-2022  | Ер-Райян    | Хорватія           | 1 – 1     | Словенія   | товариський матч                     | -    | 63'      |
| 29-3-2022  | Ер-Райян    | Катар              | 0 – 0     | Словенія   | товариський матч                     | -    | 77'      |
| 2-6-2022   | Любляна     | Словенія           | 0 – 2     | Швеція     | Ліга націй УЄФА 2022-2023 - 1-й етап | -    | 46'      |
| 5-6-2022   | Белград     | Сербія             | 4 – 1     | Словенія   | Ліга націй УЄФА 2022-2023 - 1-й етап | -    | 63'      |
| 9-6-2022   | Осло        | Норвегія           | 0 – 0     | Словенія   | Ліга націй УЄФА 2022-2023 - 1-й етап | -    | 64'      |
| 12-6-2022  | Любляна     | Словенія           | 2 – 2     | Сербія     | Ліга націй УЄФА 2022-2023 - 1-й етап | 1    |          |
| 24-9-2022  | Любляна     | Словенія           | 2 – 1     | Норвегія   | Ліга націй УЄФА 2022-2023 - 1-й етап | 1    |          |
| 27-9-2022  | Стокгольм   | Швеція             | 1 – 1     | Словенія   | Ліга націй УЄФА 2022-2023 - 1-й етап | 1    |          |
| 17-11-2022 | Клуж-Напока | Румунія            | 1 – 2     | Словенія   | товариський матч                     | 1    |          |
| 20-11-2022 | Любляна     | Словенія           | 1 – 0     | Чорногорія | товариський матч                     | -    | 81'      |
| 23-3-2023  | Астана      | Казахстан          | 1 – 2     | Словенія   | Відбір до ЧЄ 2024                    | -    |          |
| 26-3-2023  | Любляна     | Словенія           | 2 – 0     | Сан-Марино | Відбір до ЧЄ 2024                    | 1    |          |
| 16-6-2023  | Гельсінкі   | Фінляндія          | 2 – 0     | Словенія   | Відбір до ЧЄ 2024                    | -    | 86'      |
| 19-6-2023  | Любляна     | Словенія           | 1 – 1     | Данія      | Відбір до ЧЄ 2024                    | -    |          |
| Усього     |             | Матчів             | 21        |            | Голів                                | 6    |          |

## Титули і досягнення
- Чемпіон Австрії (2):

«Ред Булл»: 2021-22, 2022-23
- Володар Кубка Австрії (1):

«Ред Булл»: 2021-22
- Володар Суперкубка Німеччини (1):

«РБ Лейпциг»: 2023